# 余子俊
余子俊（1429年—1488年），字士英，四川眉州青神縣人，明朝政治人物。官至兵部尚書。

## 生平
景泰二年（1451年），登進士，授戶部主事，升戶部員外郎，在任十年，以廉潔能幹著稱。後出任西安府知府，遇饑荒，發十萬石糧賑災。
成化初年，經林聰舉薦，為陝西右參政，歲餘擢右布政使。成化六年（1470年）轉左布政使，調任浙江左布政使。半年后，拜右副都御史，巡撫延綏。當時巡撫王銳修建城堡城牆為長遠之計，后工程未開始就被罷免。余子俊上疏請求補建，而尚書白圭則以陝民困乏，奏請緩役。隨後蒙古寇亂發生，余子俊先後與朱永、許寧擊退。
邊寇入侵河套地區，明朝屢次發兵征討均無功。成化八年，朱子俊進左副都御史。明年，又用紅鹽池搗巢功，進右都御史。成化十年，因母老乞歸，慰留不許。成化十三年，召為兵部尚書，后論陳鉞掩殺貢夷罪，帝以汪直緣故寬宥，陳鉞於是屢次誣陷余子俊，恰逢其母喪丁憂，被免。
守喪期滿，拜為戶部尚書，加太子太保。成化二十年（1484年），命兼任都察院左副都御史，總督大同、宣府軍務。因工部侍郎杜謙等彈劾浪費兵餉，遂落太子太保，致仕去。次年，再召為兵部尚書，仍加太子太保。弘治元年（1488年）疏陳十事，不久因病去世。贈太保，謚肅敏。

## 家族
曾祖余德成，祖余永泰，父余祥，嫡母朱氏（贈安人）；張氏。
其子寰、孫承勛、承業均為進士出身。

## 參看
| 官衔          | 官衔                       | 官衔          |
| ------------- | -------------------------- | ------------- |
| 前任： 項忠   | 明朝兵部尚書 1477年-1481年 | 繼任： 陳鉞   |
| 前任： 翁世資 | 明朝户部尚書 1483年-1484年 | 繼任： 殷謙   |
| 前任： 左鈺   | 明朝大同巡抚 1484年-1485年 | 繼任： 葉淇   |
| 前任： 馬文升 | 明朝兵部尚書 1487年-1489年 | 繼任： 馬文升 |